# Cañaman
Cañaman ist eine spanische Reggae-Band, die 1994 in Madrid gegründet wurde.

## Diskografie
- 1997: Cañaman
- 2000: Cambio de vida
- 2004: Fronteras
- 2006: Dub, Weed & Fyah